# Zemo Surebi
Zemo Surebi (en georgiano: ზემო სურები) es un pueblo de Georgia ubicado en el este de la región de Guria, siendo parte del municipio de Chojatauri.

## Geografía
Zemo Surebi se encuentra en el lado derecho del río Supsa, a 25 km de Chojatauri. 

## Demografía
La evolución demográfica de Zemo Surebi entre 2002 y 2014 fue la siguiente:
| 518                                             | 781 | 9 | 1 |
| (Fuente: Population of Georgia in Soviet times) |     |   |   |

Según el censo de 2014, los georgianos constituían el 100% de la población.

## Infraestructura

### Arquitectura, monumento y lugares de interés
En el siglo XIX había una iglesia de la Madre de Dios en el pueblo.

### Educación
Hay una escuela pública en el pueblo.

### Transporte
El pueblo está conectado con el centro regional de Chojatauri por una carretera. 